# Tlacojalpan
Tlacojalpan är en ort i Mexiko.   Den ligger i kommunen Tlacojalpan och delstaten Veracruz, i den sydöstra delen av landet, 400 km öster om huvudstaden Mexico City. Tlacojalpan ligger 18 meter över havet och antalet invånare är 4 090.
Terrängen runt Tlacojalpan är mycket platt. Runt Tlacojalpan är det ganska glesbefolkat, med 43 invånare per kvadratkilometer. Närmaste större samhälle är Loma Bonita, 15,5 km sydost om Tlacojalpan. Trakten runt Tlacojalpan består till största delen av jordbruksmark.